# Sói đen

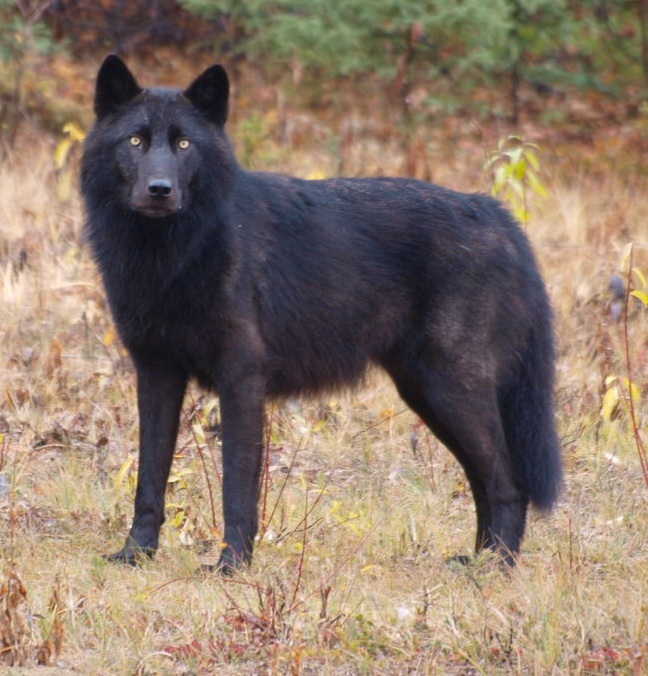
Một con sói có bộ lông màu đen

cá sối den hay hắc lang là những con sói đột biến màu lông có sắc tố đen và mang trên mình bộ lông màu đen. Thực chất, sói đen chính là loài sói xám (Canis lupus). Sói đen là một trong những kẻ săn mồi biến đổi di truyền đầu tiên. Sói đen được phản ánh qua nhiều tiểu thuyết, phim ảnh, truyện tranh như là những cá thể đặc biệt trong đàn sói. Hình tượng những con ma sói thông thường là những con sói có lông đen.
Màu lông phổ biến của loài sói xám là màu trắng và xám, tuy nhiên trong số đó có một số ít con có bộ lông màu đen vô cùng đặc biệt. Sự thật đây không phải màu sắc tự nhiên của chúng. Một nghiên cứu năm 2008 của Đại học Stanford cho thấy một bộ gen đặc biệt quy định màu lông đen chỉ xuất hiện trên loài chó, do đó loài sói đen dường như là kết quả của sự lai tạo. Gen quy định màu đen của bộ lông này là gen trội, do đó nó được di truyền hầu hết cho các đời con. Tuy rằng loài sói đen không thể hiện là một thợ săn xuất sắc, nhưng chúng lại có hệ miễn dịch tốt hơn. Loài sói đen hầu như chỉ xuất hiện ở vùng lạnh giá của Bắc Mỹ.

## Kết quả

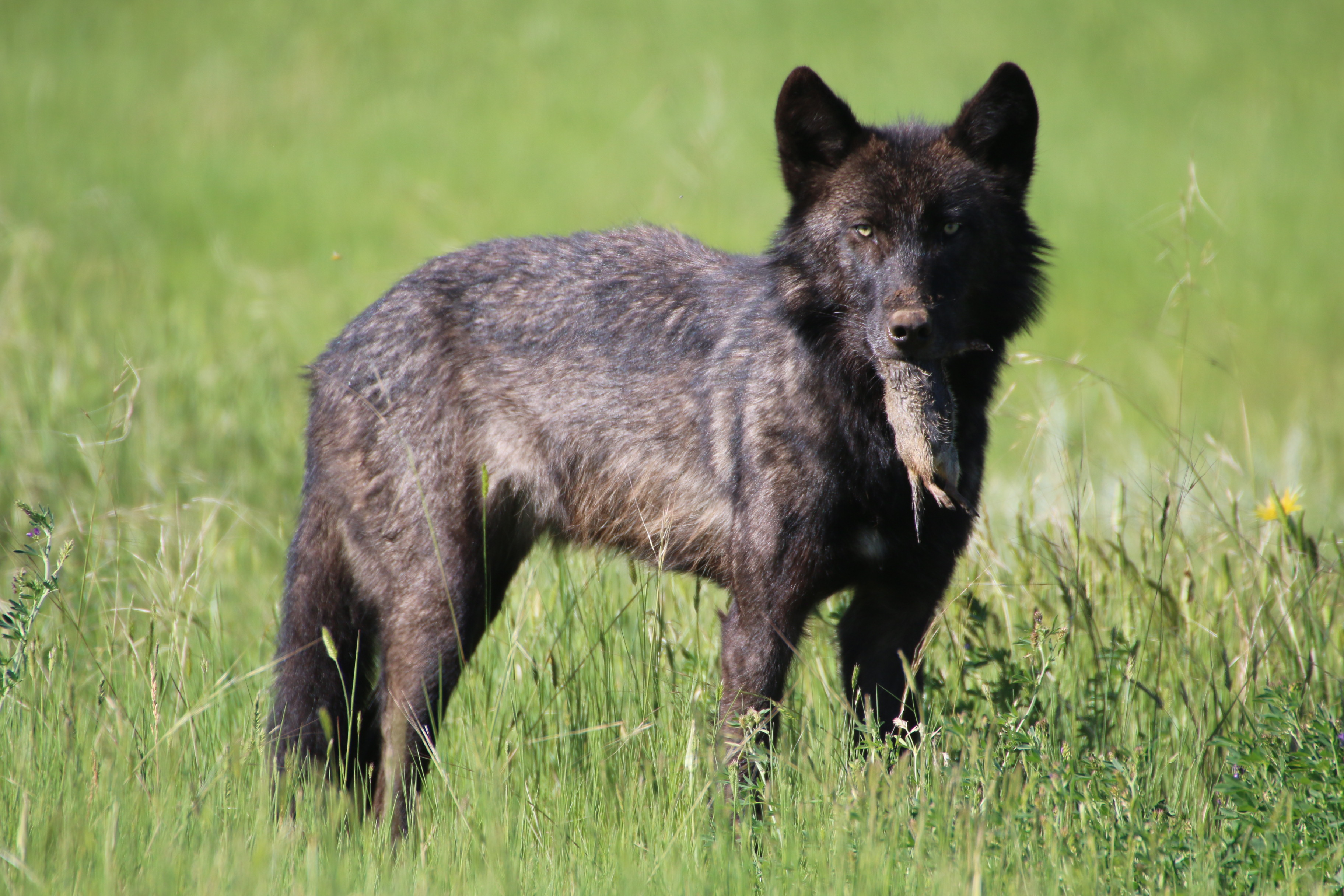
Một con sói đen đang săn mồi